# Ronshausen
Ronshausen ist eine Gemeinde im Nordosten von Hessen, im Landkreis Hersfeld-Rotenburg.

## Geographie

### Geographische Lage
Die Kerngemeinde liegt im Tal der Ulfe, die in Bebra in die Fulda einmündet. Westlich von Ronshausen steigt das Gelände zum Seulingswald hin an. Der Ortsteil Machtlos liegt etwa 5,5 Kilometer nordöstlich im Tal des Schleifgrabens, im Richelsdorfer Gebirge.
Die nächsten größeren Städte sind Bad Hersfeld (etwa 15 km südwestlich), Bebra (etwa 6 km westlich), Rotenburg (etwa 12 km nordwestlich) und Eisenach (etwa 35 km östlich).

### Nachbargemeinden
Ronshausen grenzt im Nordwesten an die Stadt Bebra (Ortsteil Weiterode), im Nordosten an die Gemeinde Nentershausen, im Osten an die Gemeinde Wildeck, im Süden an die Gemeinde Friedewald sowie im Westen an die Gemeinde Ludwigsau (alle im Landkreis Hersfeld-Rotenburg).

### Gemeindegliederung
Die Gemeinde besteht aus den beiden Ortsteilen Ronshausen und Machtlos. Innerhalb der Ortsgemarkung von Ronshausen liegt, das Landgut Faßdorf etwa einen Kilometer südwestlich der Kerngemeinde, im Tal des Breitenbaches.
In der Gemarkung von Ronshausen befinden sich außerdem die Wüstungen Ziebach, Rode und Nausis in südlich in den Seulingswald führenden Bachtälern.

## Geschichte
Das erste Mal wurde Runteshuson im Jahre 1061 in einer Schenkungsurkunde an das Kloster Fulda erwähnt. Um 1250 lag das Patronatsrecht bei der Abtei Hersfeld.
Seit 1359 ist eine Zollstätte zu Ronshausen belegt, in der bis 1834 Straßenzoll für die Ulfestraße erhoben wurde. Dies wird auch im Wappen deutlich; der Schlagbaum versinnbildlicht zudem die Nähe zur damaligen innerdeutschen Grenze. Bereits 1386 gehört Ronshausen den Landgrafen von Hessen. Der Ort gehörte zum Amt Rotenburg.
Im Dreißigjährigen Krieg von 1618 bis 1648 und im Siebenjährigen Krieg von 1756 bis 1763 wurde der Ort mehrmals verwüstet, jedoch schon 1780 wurde Ronshausen als großes Dorf mit 468 Einwohnern erwähnt.
Die Gemeinde war bis in die Mitte des 19. Jahrhunderts von landwirtschaftlichem Gewerbe geprägt. Erst mit dem Bau der Eisenbahn (Linie Bebra nach Eisenach) änderte sich das. Der Tourismus spielt seit Mitte des 20. Jahrhunderts eine Rolle. Bis zum Jahr 2014 war der Ort ein anerkannter Luftkurort.

## Eingemeindungen
Im Zuge der Gebietsreform in Hessen wurde zum 31. Dezember 1971 die bis dahin selbständige Nachbargemeinde Machtlos eingegliedert. Für den Ortsteil Machtlos wurde ein Ortsbezirk mit Ortsbeirat und Ortsvorsteher nach der Hessischen Gemeindeordnung eingerichtet.

## Politik

### Gemeindevertretung
Die Kommunalwahl am 14. März 2021 lieferte folgendes Ergebnis, in Vergleich gesetzt zu früheren Kommunalwahlen:

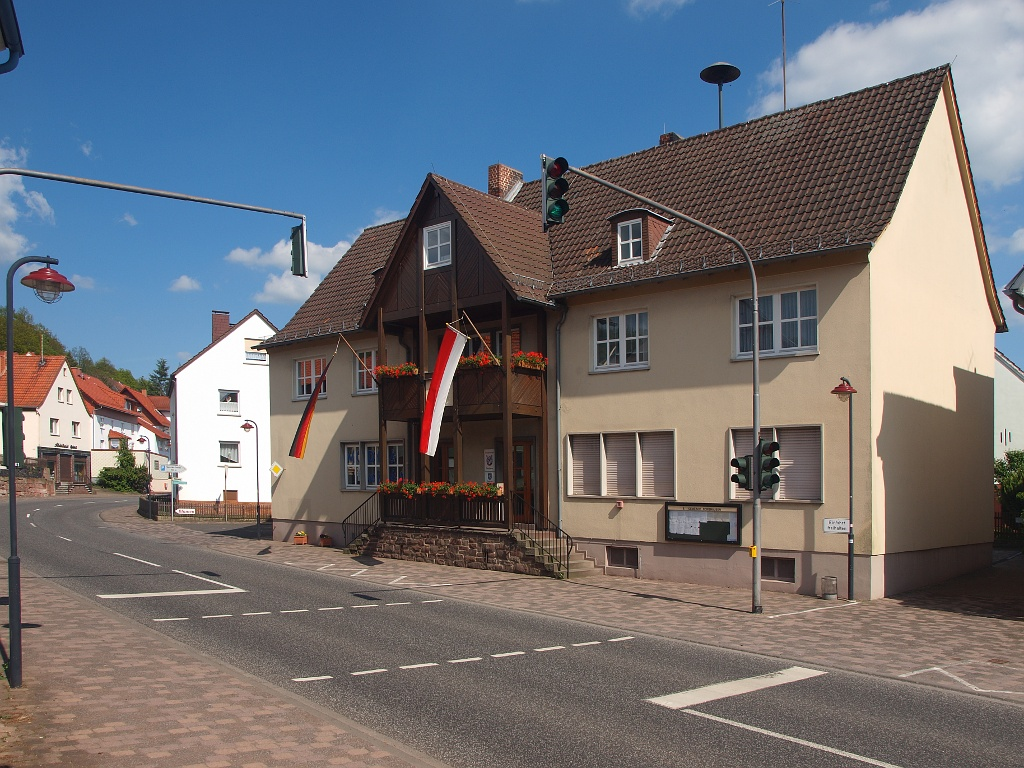
Rathaus an der Hauptdurchgangsstraße

| Sitzverteilung in der Gemeindevertretung 2021Insgesamt 15 Sitze - SPD: 7 - FDP: 1 - CDU: 5 - WGR: 2 | Parteien und Wählergemeinschaften | Parteien und Wählergemeinschaften           | % 2021 | Sitze 2021 | % 2016 | Sitze 2016 | % 2011 | Sitze 2011 | % 2006 | Sitze 2006 | % 2001 | Sitze 2001 |
| Sitzverteilung in der Gemeindevertretung 2021Insgesamt 15 Sitze - SPD: 7 - FDP: 1 - CDU: 5 - WGR: 2 | SPD                               | Sozialdemokratische Partei Deutschlands     | 47,2   | 7          | 39,2   | 6          | 49,4   | 8          | 55,2   | 8          | 57,6   | 9          |
| Sitzverteilung in der Gemeindevertretung 2021Insgesamt 15 Sitze - SPD: 7 - FDP: 1 - CDU: 5 - WGR: 2 | WGR                               | Wählergemeinschaft Ronshausen               | 14,8   | 2          | 21,1   | 3          | 22,6   | 3          | 15,8   | 2          | 22,3   | 3          |
| Sitzverteilung in der Gemeindevertretung 2021Insgesamt 15 Sitze - SPD: 7 - FDP: 1 - CDU: 5 - WGR: 2 | CDU                               | Christlich Demokratische Union Deutschlands | 32,5   | 5          | 33,1   | 5          | 21,5   | 3          | 19,3   | 3          | 20,1   | 3          |
| Sitzverteilung in der Gemeindevertretung 2021Insgesamt 15 Sitze - SPD: 7 - FDP: 1 - CDU: 5 - WGR: 2 | FDP                               | Freie Demokratische Partei                  | 5,4    | 1          | 6,7    | 1          | 6,5    | 1          | 9,7    | 2          | —      | —          |
| Sitzverteilung in der Gemeindevertretung 2021Insgesamt 15 Sitze - SPD: 7 - FDP: 1 - CDU: 5 - WGR: 2 | gesamt                            | gesamt                                      | 100,0  | 15         | 100,0  | 15         | 100,0  | 15         | 100,0  | 15         | 100,0  | 15         |
| Sitzverteilung in der Gemeindevertretung 2021Insgesamt 15 Sitze - SPD: 7 - FDP: 1 - CDU: 5 - WGR: 2 | Wahlbeteiligung in %              | Wahlbeteiligung in %                        | 68,7   | 68,7       | 66,9   | 66,9       | 63,0   | 63,0       | 62,2   | 62,2       | 72,2   | 72,2       |

### Bürgermeister
Nach der hessischen Kommunalverfassung wird der Bürgermeister für eine sechsjährige Amtszeit gewählt, seit dem Jahr 1993 in einer Direktwahl, und ist Vorsitzender des Gemeindevorstands, dem in der Gemeinde Ronshausen neben dem Bürgermeister ehrenamtlich ein Erster Beigeordneter und drei weitere Beigeordnete angehören. Bürgermeister ist seit dem 1. April 2012 Markus Becker (CDU). Er wurde als Nachfolger von Friedhold Zilch (SPD), der nach vier Amtszeiten nicht mehr kandidiert hatte, am 30. Oktober 2011 im ersten Wahlgang bei 80,4 Prozent Wahlbeteiligung mit 70,5 Prozent der Stimmen gewählt. Es folgten zwei Wiederwahlen, jeweils ohne Gegenkandidaten, zuletzt im Oktober 2023.
Amtszeiten der Bürgermeister
- 2012–2030 Markus Becker (CDU)[13]
- 1988–2012 Friedhold Zilch (SPD)[14]

### Gemeindepartnerschaften
Ronshausen pflegt folgende Gemeindepartnerschaften:
- Genas (Département Rhône), Frankreich, seit 1976
- Frauensee, Thüringen, seit 1990

## Verkehr
Die Gemeinde ist über die Landesstraße 3251 an das überregionale Verkehrsnetz angeschlossen. Etwa fünf Kilometer östlich erreicht man auf der Landstraße die Bundesautobahn 4 und fünf Kilometer westlich die Bundesstraße 27.
Ronshausen besitzt einen Haltepunkt an der Thüringer Bahn von Eisenach nach Bebra.
| Linie | Verlauf | Takt                                     |
| ----- | --- | ---------------------------------------- |
| RB6   | Eisenach Hbf – Eisenach West – Eisenach Opelwerk – Hörschel – Herleshausen – Gerstungen – Wildeck-Obersuhl – Wildeck-Bosserode – Wildeck-Hönebach – Ronshausen – Bebra Stand: Fahrplanwechsel Dezember 2024 | 60 min (wochentags) 120 min (Wochenende) |

## Kultur und Sehenswürdigkeiten

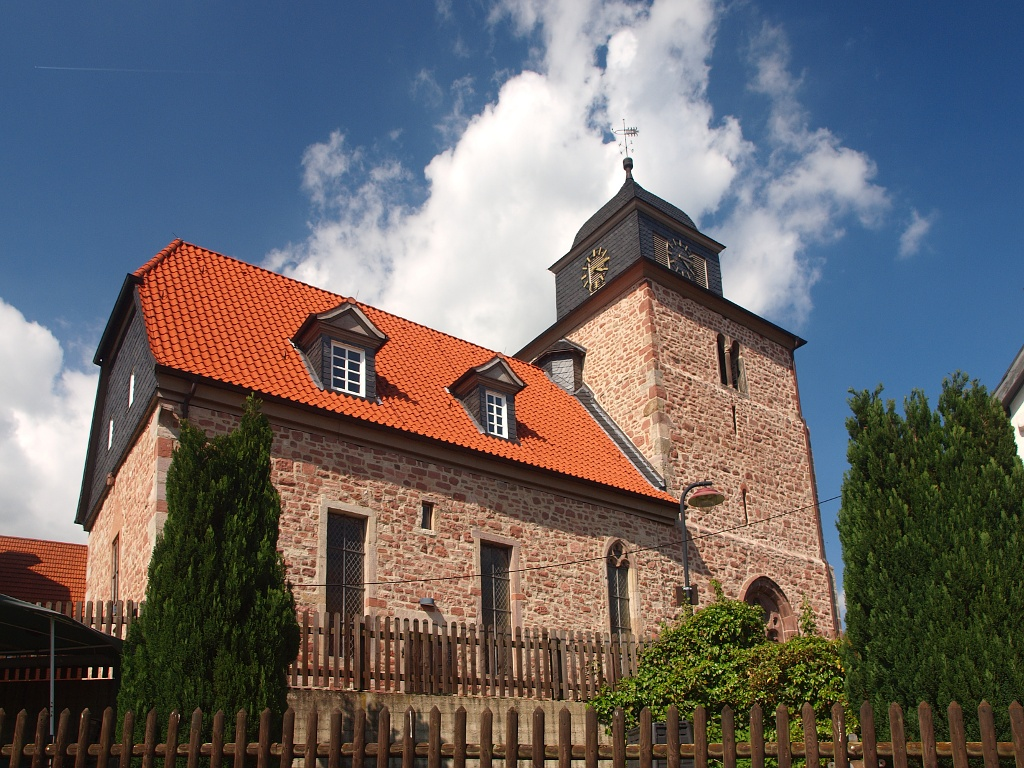
Kirche in Ronshausen

### Bauwerke
- Die etwa 800-jährige Kirche[17] ist im Kern ein romanischer Sakralbau. Der Chorturm wird in das beginnende 13. Jahrhundert datiert und weist mit seinen rundbogigen Schallöffnungen romanische Stilelemente auf. Die Kirche war vor der Reformation der Heiligen Katharina geweiht. Das romanische Kirchenschiff wurde im Jahr 1715 umgebaut. Der Innenraum wurde mit einer dreiseitigen Empore ausgestattet und die Decke wurde mit einer Brettertonne versehen. Sie wurde 1719 von Joh. Kaufuld mit reicher bäuerlicher Barockmalerei verziert. Im Jahre 1716 wurde eine neue Orgel von Johann Eberhard Dauphin eingebaut, die heute noch als Denkmalorgel vorhanden ist. Die derzeitige Turmhaube erhielt der Turm im Jahr 1804. Der Chorraum mit Kreuzgratgewölbe, Apsis und Südfenster stammen aus dem Jahr 1900.[18]

Siehe auch: Liste der Kulturdenkmäler in Ronshausen

## Persönlichkeiten
- Philipp Heyde (1815–1883), Bürgermeister und Mitglied der Zweiten Kammer der kurhessischen Ständeversammlung
- Karl Sebastian Cornelius (1819–1896), Physiker, geboren in Ronshausen
- Christian Meyer (1824–1883), Gutsbesitzer und Mitglied der kurhessischen Ständeversammlung
- Kurt Müller-Osten (1905–1980), Pfarrer in Ronshausen